# Буринський район
Бури́нський райо́н — колишня адміністративно-територіальна одиниця Сумської області України.

## Географія
Район розташовувався у лісостеповій зоні, в центральній частині області. Межував з Путивльським, Білопільським, Недригайлівським, Роменським, а також Конотопським районами Сумської області. Площа району 4,6 тис. км². Населення складало — 33,5 тис. осіб.
Районний центр: Буринь.
Через Буринський район проходили 2 регіональні автомобільні шляхи: Батурин-Конотоп-Суми; Суми-Путивль-Глухів та 2 територіальні автошляхи: Конотоп-Буринь-Чумакове; Буринь-Чернеча Слобода-Хмелів.
Територією району протікають річки Сейм, Терн, Чаша, Вижлиця, Куриця, Біж, Ромен, Єзуч.

## Історія
Дата заснування Бурині достеменно невідома. Перша письмова згадка про «деревню» Буринь датована 1688 роком.
Географічне розташування Бурині дуже зручне. Її землями проходили всі шляхи, що вели до столиці давньоруської держави — Києва, на південь — до Полтави, Криму, а через Чорне море — до Візантії, з якою Київська Русь підтримувала торговельні зв'язки.
Під час походу князя Ігоря Святославовича на половців весною 1185 року його шлях пролягав Буринщиною через село Ігорівку. Тоді воно називалось іменем Святого Михаїла і було володінням князів Ольговичів. Відлуння давніх переказів та історичних фактів свідчать про те, що Ігорівка була важливою історичною базою Сіверських князів.
Не випадково про «Ігореве селге» (сільце) і його багатство згадується в Іпатієвському літописі, куди дані про Ігорівку потрапили з Чернігівсько-Сіверських літописних джерел. Імовірно, що саме тут часто бував князь Ігор Святославович, де мав свої дім, «дагу», різні скарби. Про це свідчать письмена, знайдені на місці стародавньої Ігорівки.
Цілком правомірно вважати, що в цьому селі князь Ігор, повертаючись з полону, змушений був заночувати через пошкоджену ногу. Дізнавшись про це, незабаром із Путивля до Ігорівки прибула дружина Ігоря Святославовича Єфросинія Ярославна, а з нею, як сказано в «Історії Російській» В. Татіщева, багато бояр, двірні та простих путивлян (кінних і піших), які поважали свого князя, оборонця рідної землі. Отже, плин часу не заглушив народних переказів і легенд про ті події. Вони дійшли до наших днів і є свідченням героїчної минувшини нашого краю.

## Населення
Розподіл населення за віком та статтю (2001)
| Стать | Всього | До 15 років | 15-24 | 25-44 | 45-64 | 65-85 | Понад 85 |
| --- | ------ | ----------- | ----- | ----- | ----- | ----- | -------- |
| Чоловіки | 16 769 | 2921        | 1901  | 4918  | 4594  | 2356  | 79       |
| Жінки | 20 153 | 2727        | 1778  | 4583  | 5532  | 5128  | 405      |
| \| Статево-вікова піраміда \| Статево-вікова піраміда \| Статево-вікова піраміда \| \| ----------------------- \| ----------------------- \| ----------------------- \| \| Чоловіки \| Вік \| Жінки \| \| 79 \| 85 + \| 405 \| \| 137 \| 80-84 \| 535 \| \| 508 \| 75-79 \| 1369 \| \| 911 \| 70-74 \| 1900 \| \| 800 \| 65-69 \| 1324 \| \| 1354 \| 60-64 \| 2021 \| \| 756 \| 55-59 \| 1004 \| \| 1151 \| 50-54 \| 1265 \| \| 1333 \| 45-49 \| 1242 \| \| 1345 \| 40-44 \| 1355 \| \| 1210 \| 35-39 \| 1060 \| \| 1207 \| 30-34 \| 1047 \| \| 1156 \| 25-29 \| 1121 \| \| 994 \| 20-24 \| 953 \| \| 907 \| 15-20 \| 825 \| \| 1193 \| 10-14 \| 1153 \| \| 973 \| 5-9 \| 912 \| \| 755 \| 0-4 \| 662 \| |        |             |       |       |       |       |          |
| Статево-вікова піраміда |        |             |       |       |       |       |          |
| Чоловіки | Вік    | Жінки       |       |       |       |       |          |
| 79 | 85 +   | 405         |       |       |       |       |          |
| 137 | 80-84  | 535         |       |       |       |       |          |
| 508 | 75-79  | 1369        |       |       |       |       |          |
| 911 | 70-74  | 1900        |       |       |       |       |          |
| 800 | 65-69  | 1324        |       |       |       |       |          |
| 1354 | 60-64  | 2021        |       |       |       |       |          |
| 756 | 55-59  | 1004        |       |       |       |       |          |
| 1151 | 50-54  | 1265        |       |       |       |       |          |
| 1333 | 45-49  | 1242        |       |       |       |       |          |
| 1345 | 40-44  | 1355        |       |       |       |       |          |
| 1210 | 35-39  | 1060        |       |       |       |       |          |
| 1207 | 30-34  | 1047        |       |       |       |       |          |
| 1156 | 25-29  | 1121        |       |       |       |       |          |
| 994 | 20-24  | 953         |       |       |       |       |          |
| 907 | 15-20  | 825         |       |       |       |       |          |
| 1193 | 10-14  | 1153        |       |       |       |       |          |
| 973 | 5-9    | 912         |       |       |       |       |          |
| 755 | 0-4    | 662         |       |       |       |       |          |

Національний склад населення за даними перепису 2001 року:
| Національність | Кількість осіб | Відсоток |
| -------------- | -------------- | -------- |
| українці       | 35583          | 96,34 %  |
| росіяни        | 970            | 2,63 %   |
| білоруси       | 108            | 0,29 %   |
| цигани         | 102            | 0,28 %   |
| вірмени        | 25             | 0,07 %   |
| інші           | 145            | 0,39 %   |

Мовний склад населення за даними перепису 2001 року:
| Мова       | Кількість осіб | Відсоток |
| ---------- | -------------- | -------- |
| українська | 35777          | 96,87 %  |
| російська  | 934            | 2,53 %   |
| циганська  | 66             | 0,18 %   |
| білоруська | 58             | 0,16 %   |
| вірменська | 21             | 0,06 %   |
| інші       | 77             | 0,21 %   |

## Політика
25 травня 2014 року відбулися Президентські вибори України. У межах Буринського району було створено 35 виборчих дільниць. Явка на виборах складала — 65,23 % (проголосували 15 462 із 23 703 виборців). Найбільшу кількість голосів отримав Петро Порошенко — 54,77 % (8 468 виборців); Юлія Тимошенко — 18,10 % (2 798 виборців), Олег Ляшко — 11,78 % (1 821 виборців), Анатолій Гриценко — 4,62 % (715 виборців). Решта кандидатів набрали меншу кількість голосів. Кількість недійсних або зіпсованих бюлетенів — 0,89 %.

## Персоналії
Буринська земля подарувала нашій державі велику когорту талановитих людей:
- доктор біологічних наук, професор, член-кореспондент АН СРСР, автор понад 300 праць, ряд яких перекладено німецькою, італійською, румунською, англійською та іншими мовами, Віталій Леонідович Рижков;
- видатний вчений, ортопед-травматолог, член-кореспондент АМН СРСР, доктор медичних наук, професор, заслужений діяч медичної науки УРСР Микола Петрович Новаченко, в 1970 році ім'ям якого названа Буринська центральна районна лікарня;
- український вчений-фольклорист, літературознавець, мистецтвознавець, мовознавець, знавець історії української книги та книгодрукування, член Спілки письменників України, член-кореспондент АН УРСР, доктор філологічних наук, професор Павло Миколайович Попов;
- українська оперна співачка, народна артистка УРСР Раїса Колесник;
- народний артист України Віталій Васильович Білоножко.
- народний артист України, поет, композитор, директор Дніпровського національного театру ім . Т.Шевченка 1994-2020 рр. Валерій Іванович Ковтуненко

До цього списку слід додати відомих художників-земляків: Бондаренко М. М., уродженець с. Дмитрівка, Єфименко Р. Ф. та Єфименко В. Р. — члени Спілки художників України, уродженці с. Клепали; Решедько В. М. — заслужений художник Росії, уродженець с. Миколаївка.
Ще одна гордість краю — відважний козацький ватажок Семен Гаркуша. Відомий народний месник, український Робін Гуд, 8 років прожив на горі Круглій, що на території Буринського району.

## Пам'ятки
- Пам'ятки архітектури Буринського району
- Пам'ятки історії Буринського району
- Пам'ятки монументального мистецтва Буринського району